# Jan Brewer
Janice Kay Brewer, nata Drinkwine, detta Jan (Los Angeles, 26 settembre 1944), è una politica statunitense, governatrice dell'Arizona dal 2009 al 2015.

## Biografia
Nata nel quartiere di Hollywood, la Brewer si trasferì in Arizona dopo il matrimonio.
Entrata in politica con il Partito Repubblicano, fra gli anni ottanta e novanta la Brewer fu membro della legislatura statale dell'Arizona.
Nel 2002 si candidò alla carica di Segretario di Stato dell'Arizona e riuscì ad essere eletta, venendo riconfermata per un secondo mandato nel 2006. Non essendoci in Arizona la carica di vicegovernatore, quella del Segretario di Stato è a tutti gli effetti la seconda carica in assoluto e dunque, in base alla linea di successione prevista dalle leggi egli diviene governatore in caso di morte o dimissioni del governatore in carica. In effetti la Brewer si trovò a divenire governatore per successione nel 2009, in seguito alle dimissioni della precedente governatrice Janet Napolitano, che era stata nominata Segretario della Sicurezza Interna da Barack Obama.
Nel 2010 la Brewer si presentò alle elezioni ufficiali per il seggio e riuscì a vincerle. Tuttavia nel 2014 non poté chiedere un ulteriore mandato in quanto le leggi consentono al governatore di servire un massimo di due mandati consecutivi, anche se uno dei due è solo parziale come nel caso della Brewer.

## Vita privata
Ha sposato John Leon Brewer in Nevada, trasferendosi nella città natale di suo marito, Phoenix, in Arizona, nel 1970. La coppia si è poi trasferita a Glendale, in Arizona, dove lui è diventato un chiropratico e immobiliarista di successo. Quindi si stabilirono nella Deer Valley di Phoenix.
Brewer e suo marito hanno tre figli, uno dei quali è morto di cancro nel 2007. Un altro figlio, Ronald Brewer, è stato dichiarato non colpevole per pazzia per lo stupro di una donna di Phoenix nel 1989; è stato un paziente psichiatrico per molti anni nell'Arizona State Hospital. Il suo fascicolo è stato sigillato da un giudice di Phoenix poco prima che Brewer diventasse governatore.  Ronald Brewer è morto nel novembre 2018.